# Elephantopus pratensis
Elephantopus pratensis là một loài thực vật có hoa trong họ Cúc. Loài này được C.Wright mô tả khoa học đầu tiên năm 1869.